# Guayule
Parthenium argentatum
Espèce
Parthenium argentatum, le guayule, est une espèce de plantes à fleurs dicotylédones de la famille des Asteraceae,  originaires d'Amérique, plus précisément du Mexique.
Le guayule, qui poussait à l'origine uniquement dans les plaines arides du Mexique, s'adapte très bien aux régions du pourtour méditerranéen ainsi qu'en Europe de l'Ouest. Elle est étudiée par les chercheurs du Cirad de Montpellier depuis de nombreuses années : ils ont créé des parcelles test d'un total de trois hectares.

## Utilisations
Le guayule peut servir à plusieurs choses :
- extraction par broyage de latex pour la production de caoutchouc hypoallergénique ;
- extraction de combustible.
- extraction de molécules pour la conception de médicaments.

Actuellement, une entreprise utilise le latex du guayule pour la fabrication de préservatifs et de gants chirurgicaux hypoallergéniques. L'Union Européenne finance des recherches, notamment au travers des projets EU-PEARLS (terminé) et Agroguayule, menées par des chercheurs du CIRAD de Montpellier .

## Citations
- « Tu te rappelles le type qui voulait qu'on plante cette espèce de caoutchouc qu'on appelle guayule ? » Steinbeck dans Les raisins de la colère (chapitre IX, paragraphe 2).

## Sources
1. ↑  publications du CIRAD
2. ↑  « Du vert dans nos wetsuits », Surfer Journal, no 93,‎ décembre 2012 - janvier 2013 :« La compagnie PATAGONIA travaille depuis plusieurs années avec YULEX, une entreprise de technologies nouvelles, spécialisée dans la recherche de textures synthétiques tirées de la biomasse et plus particulièrement du biocahoutchouc. En effet, réduction de CO2 oblige et l'exploitation de l'hévéa (l'arbre à cahoutchouc) étant limité. Est-ce à dire que c'est la fin du pétrole dans nos combinaisons de surf ? »
3. ↑  « Le guayule : une plante à caoutchouc en cours d’adaptation au climat méditerranéen », sur umr-agap.cirad.fr, 19 janvier 2021 (consulté le 8 février 2021).